# Сисола
Сисола (на руски: Сысола) е река в северната част на Кировска област и югозападната част на Република Коми на Русия, ляв приток на Вичегда (десен приток на Северна Двина). Дължина 487 km. Площ на водосборния басейн 17 200 km².
Река Сисола води началото си от източната част на възвишението Северни Ували, на 222 m н.в., на 8 km югоизточно от село Боровой, в северната част на Кировска област. В горното течение тече в северна и северозападна посока през северните разклонения на възвишението, а в средното и долното течение – в северна и североизточна посока в широка и плитка заблатена долина, в която силно меандрира. Влива се отляво в река Вичегда (десен приток на Северна Двина), при нейния 420 km, на 77 m н.в., при столицата на Република Коми град Сиктивкар. Основни притоци: леви – Воктим (64 km), Тибъю (73 km), Болшая Визинга (167 km), Малая Визинга (156 km); десни – Нидиб (82 km), Кажим (68 km), Лепъю (горен приток, 131 km), Нюлчим (52 km), Поинга (82 km), Лепъю (долен приток, 105 km). Има смесено подхранване с преобладаване на снежното. Среден годишен отток на 313 km от устието 33 m³/s с ясно изразено пълноводие от 2-рата половина на април до средата на юни. Замръзва в края на октомври или началото на ноември, а се размразява в края на април или началото на май. Плавателна е за плиткогазещи съдове на 385 km от устието, до село Кажим. Долината на Сисола е най-гъсто заселеният район на Република Коми, като по течението ѝ са разположени няколко десетки населени места, в т.ч. районните центрове селата Койгородок и Визинга и столицата на Република Коми град Сиктивкар.